# Европейски център за развитие на професионалното обучение
Европейският център за развитие на професионалното обучение (на английски: European Centre for the Development of Vocational Training, CEDEFOP) е основан през 1975 г. с Решение 337/75 на Европейския съвет. Центърът първоначално е със седалище в Берлин, а по-късно, през 1995, е преместен в Солун, Гърция. Основната му цел е да подпомага развитието на образованието и професионалното обучение в Европейския съюз.
Идеята за създаването на такъв център е свързана със задачата, която стои пред ЕС за постигане на икономически растеж през 2020 г., предполагащ ниво на заетост от 75%, тясно обвързан с развитието на образованието и подкрепата на иновациите. Успехът на поставените цели зависи от качеството на работната сила в ЕС. Индустрията се нуждае от хора с конкурентоспособни умения, осигуряващи високо качество на предлаганите стоки и услуги.
Съгласно резултати, публикувани на официалната страница на CEDEFOP, за хората в трудоспособна възраст без квалификация е почти три пъти по-трудно да се осигури работно място. В ЕС приблизително 75 милиона души или почти една трета от населението в трудоспособна възраст е ниско квалифицирана, а около 15% от младежите напускат училище преждевременно. Почти половината от населението в ЕС получава първото си работно място благодарение на уменията си, придобити по време на своето професионално образование и обучение. Повечето от тях използват уменията си, като ги доразвиват, посещавайки допълнителни курсове или като се дообучават на работното си място. Този процес на усъвършенстване е особено важен, тъй като работната сила в ЕС застарява, а развитието на технологиите и промените в работната среда се случват много бързо. Ако ЕС иска да има работна сила, разполагаща с необходимите умения за запълване на вакантните работни позиции днес и в бъдеще, е необходимо обучение с високо качество. Правилните политики трябва да се прилагат, за да се гарантира успешното обучение и прилагането на придобитите умения.
CEDEFOP подпомага Европейската комисия, страните членки на ЕС и социалните партньори в реализирането на т. нар. продължаващо професионално обучение. Елемент от дейността на CEDEFOP е предоставянето на възможността професионалният опит на гражданите на ЕС да се зачита като квалификация, за да могат гражданите да пътуват свободно в Европа с цел образование, обучение или работа. През 1998 г. Европейската комисия и Европейски център за развитие на професионалното обучение създават Европейски форум за прозрачност на професионалните квалификации, на който се вземат мерки за стимулиране мобилността на европейската работна сила. Приема се решение за изработване на единни документи, с които гражданите на една страна членка на ЕС могат да кандидатстват за работно място в друга държава членка на Европейския съюз или т. нар. „Europass“.
„Europass“ (Единна рамка на общността за професионалните квалификации и умения) прави възможно да се сравняват квалификациите на лица от различни държави членки на ЕС и участието в курс на обучение в друга държава членка, който да се зачита за квалификация в тяхната собствена страна чрез Европейската система за трансфер на кредити.